# Imre Garaba
Imre Garaba, né le 29 juillet 1958 à Vác, est un footballeur hongrois.
Ce milieu de terrain défensif est l'un des joueurs hongrois les plus capés avec 82 sélections (3 buts) en équipe de Hongrie entre 1980 et 1991.
Il participe à deux phases finales de coupe du monde avec la Hongrie, en 1982 et 1986.

## Clubs
- 1976-1979 :  Váci Híradás
- 1979-1987 :  Budapest Honvéd
- 1987-1989 :  Stade rennais
- 1989-1992 :  Sporting de Charleroi
- 1992-1993 :  BVSC Budapest

## Palmarès
- 82 sélections et 3 buts en équipe de Hongrie entre 1980 et 1991
- Champion de Hongrie en 1980, 1984, 1985 et 1986 avec le Budapest Honvéd
- Vainqueur de la Coupe de Hongrie en 1985 avec le Budapest Honvéd
- Finaliste de la Coupe de Hongrie en 1983 avec le Budapest Honvéd